# Albert Fert
Albert Fert (Carcassonne, 7 de marzo de 1938) es un físico francés y uno de los descubridores de la magnetorresistencia gigante. Este efecto físico revolucionó la tecnología de los discos duros, permitiendo un gran incremento de su capacidad. En la actualidad, Fert es profesor emérito en la Universidad de París-Sur en Orsay, y director científico de un laboratorio conjunto ("unité mixte de recherche") entre el CNRS (Centre National de la Recherche Scientifique) y Thales Group. Albert Fert obtuvo el Premio Nobel de Física, junto a Peter Grünberg, en 2007.

## Biografía
Fert se graduó en 1962 en la Escuela Normal Superior de París. Posteriormente, obtuvo un doctorado de tercer ciclo (1963) y un doctorado en ciencias, ambos en la Facultad de Ciencias de la Universidad de París-Sur en Orsay.
En 1988, Albert Fert en Orsay (Francia) y Peter Grünberg en Jûlich (Alemania) descubrieron simultánea e independientemente la magnetorresistencia gigante (GMR, por sus siglas en inglés) estudiando multicapas metálicas. Se atribuye a este descubrimiento el nacimiento de la espintrónica, un nuevo tipo de electrónica que aprovecha no sólo en la carga de los electrones, sino también sus propiedades magnéticas (espín). La espintrónica cuenta con aplicaciones tecnológicas importantes. Entre otras, las cabezas lectoras de disco duro basadas en la GMR, que han permitido un aumento considerable de su capacidad de almacenamiento de datos, o las memorias de tipo MRAM, para las que se prevé una rápida aplicación e impacto en la arquitectura de ordenadores y teléfonos móviles. Albert Fert cuenta con numerosas contribuciones al desarrollo de la espintrónica y, tras haber recibido el Nobel en 2007, ha trabajado en la aplicación de efectos topológicos a ese campo. Sus estudios más recientes los ha consagrado a un tipo de solitones magnéticos topológicamente protegidos, denominados eskyrmiones, y a la conversión entre corrientes de espín y de carga en aislantes topológicos.

## Premios y distinciones
- American Physical Society's International Prize for New Materials (1994)
- Gran premio de física "Jean Ricard" de la Sociedad Francesa de Física (1994)
- International Union of Pure and Applied Physics Magnetism Award (1994)
- Hewlett-Packard Europhysics Prize (1997)
- Medalla de Oro del Centre National de la Recherche Scientifique (2003)
- Wolf Prize in Physics (2006)
- Japan Prize (2007)
- Elegido miembro de la Academia Francesa de las Ciencias in 2004
- Premio Nobel de Física (2007)
- Doctorado honoris causa por la Universitat autonoma de Barcelona (2008)
- Guy-Lussac Humboldt Award (2014)